# Valchev Cove
Die Valchev Cove (englisch; bulgarisch Вълчев залив Waltschew saliw) ist eine 220 m lange und 180 m breite Bucht an der Südküste der Livingston-Insel im Archipel der Südlichen Shetlandinseln. Sie ist eine Nebenbucht des Emona Anchorage am Kopfende der South Bay. Ihre Einfahrt auf der Nordseite der Hurd-Halbinsel wird westlich durch den Trifonova Point begrenzt. Die Bucht entstand durch den Rückzug des Perunika-Gletschers seit Beginn des 21. Jahrhunderts.
Die bulgarische Kommission für Antarktische Geographische Namen benannte sie im Juni 2023 nach dem bulgarischen Journalisten Kyril Waltschew (* 1973), Generaldirektor der Bulgarischen Telegraphen-Agentur, der 2004/05 und 2008/09 an zwei bulgarischen Antarktisexpeditionen teilgenommen hatte.